# Medicina tradicional tibetana

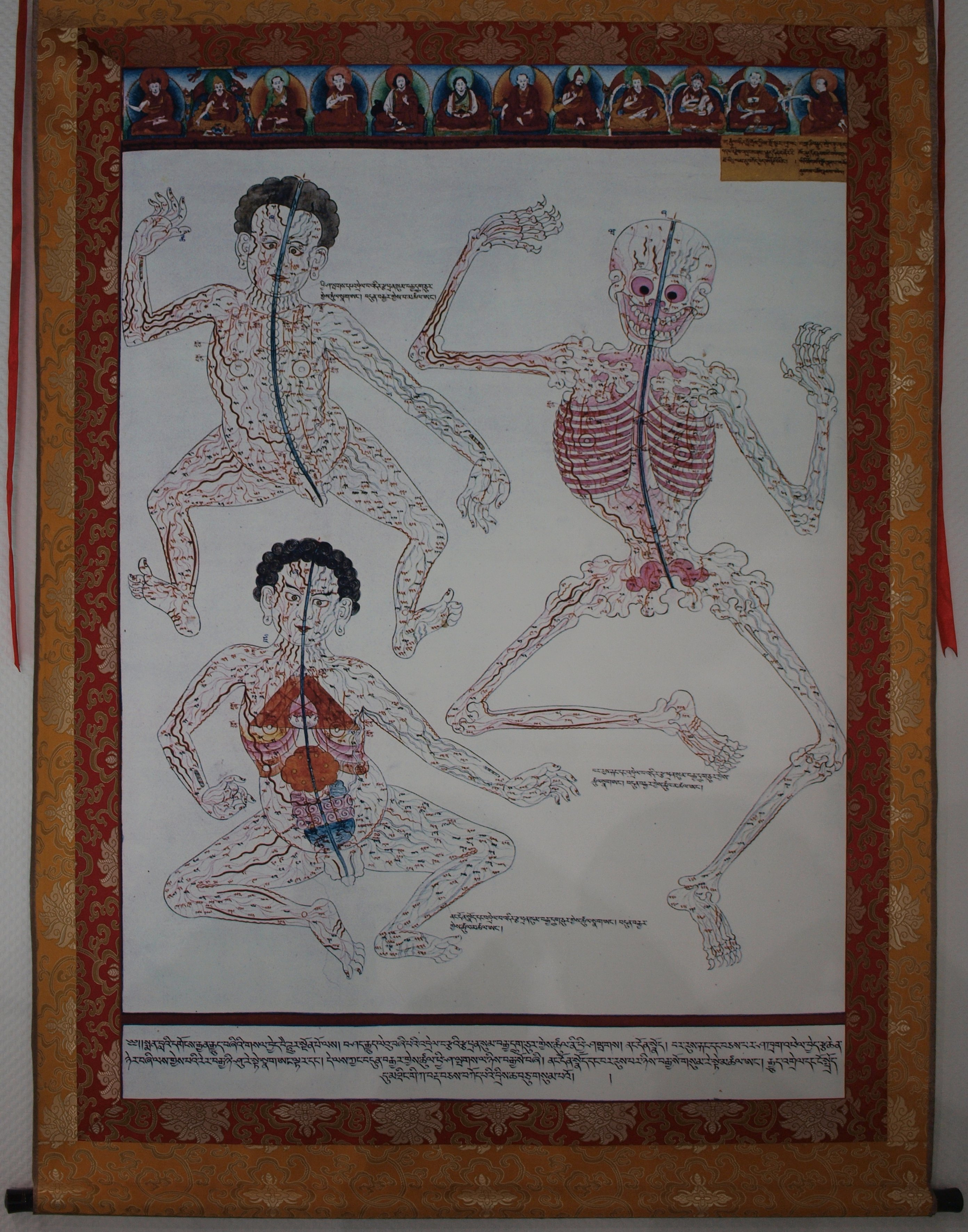
Cartell de la medicina tradicional tibetana

La Medicina tradicional tibetana (en tibetà:བོད་ཀྱི་གསོ་བ་རིག་པ་, Ggso ba rig pa), "ciència de guarir", "coneixement de guarir"), també coneguda com a medicina Sowa-Rigpa, és un sistema mèdic tradicional, amb segles d'antiguitat, que fa servir un enfocament complex de diagnosi, que incorpora tècniques com l'anàlisi del pols i la uroanàlisi, i utilitza la modificació del comportament i de la dieta, medicines compostes de materials naturals (per exemple, plantes medicinals i minerals) i teràpies físiques (per exemple l'acupunctura tibetana, moxabustió, etc.) per tractar les malalties.
El sistema mèdic tibetà està basat en els llibres del budisme de l'Índia, com ara els tantres de l'Abhidharma i Vajrayana i en l'Ayurveda. Es continua practicant al Tibet, Índia, Nepal, Bhutan, Ladakh, Sibèria, Xina i Mongòlia, com també més recentment en parts d'Europa i Amèrica del Nord. Comparteix la creença tradicional del budisme sobre que tota malaltia finalment és el resultat dels tres verins: ignorància, enganxament i aversió. La medicina tradicional tibetana segueix les quatre nobles veritats de Buda.

## Els quatre tantres
Els quatre tantres (Gyushi, rGyu-bzhi) són textos originaris del Tibet que incorporen els sistemes mèdics de l'Índia, de la Xina, i Greco-àrabs. Es creu que els quatre Tantres es van crear al segle xii i encara actualment es consideren la base de les pràctiques mèdiques tibetanes.
- Tantra arrel - tracta dels humors del cos
- Tantra exegètic - dona una teoria general sobre anatomia, fisiologia, psicopatologia, embriologia i tractament.
- Tantra instructiu -també descriu els tractaments específics
- Tantra Subsequent - Diagnosi i teràpies, incloent la preparació de les medicines tibetanes i tècniques, com la moxibustió, el massatge i cirurgia menor.